# Miguel Ángel Marín
Miguel Ángel Marín Castellanos fue el primer alcalde de la época democrática en Logroño (España) (1979-1983). Abogado, interrumpió su carrera en la abogacía para dedicarse durante unos años a la política. Una vez acabada esta etapa, retomó su carrera de abogado

## Biografía
Nació en 1939 en el seno de una familia de conocidos comerciantes en la pequeña ciudad de Logroño, La Rioja. Allí trascurrió su vida, estudió derecho y se dedicó a la abogacía. 
Bajo la estela del presidente del momento, Adolfo Suárez, se estrenó en la política encabezando la candidatura de Unión de Centro Democrático al Ayuntamiento de Logroño.

## Contexto
Esta época está marcada por la tensión política que se creó con la votación y sus resultados. Además, La Rioja sufría por estas fechas una prolongada huelga del metal, que acabó desembocando en la concentración de miles de manifestantes ante el palacio de Chapiteles, que entonces era el Ayuntamiento.

## Vida política
Marín Castellanos fue el vencedor de las primeras elecciones democráticas celebradas en Logroño el 3 de abril de 1979, una vez ya aprobada la Constitución.
Los resultados fueron muy ajustados: 12 concejales a la UCD, 10 concejales al PSOE, 3 a Coalición Democráctica (marca que hoy corresponde al PP), uno al PCE y por último otro a la Organización Revolucionaria de Trabajadores (ORT).
Con esta situación, el 19 de abril se celebró un esperado pleno. Durante varios días UCD y CD trataron de alcanzar un pacto de gobierno de centroderecha, pero el pacto no prosperó. Los 12 concejales de UCD respaldaron a Marín, los 10 del PSOE y los otros dos de la izquierda apoyaron a Manuel Sainz y mientras que CD acabó optando por dar sus tres votos a María Teresa Hernández. Por ello, al ser la candidatura más votada, Marín acabó siendo presidente con los mismos votos que Sainz.

### Trayectoria
Debido a la situación de tensión que sufría La Rioja y a las huelgas, Marín decidió reunirse con los sindicalistas para conocer sus reivindicaciones.
Se rodeó de un equipo formado únicamente por profesionales con experiencia en sus áreas de trabajo. Su mano derecha durante la alcaldía fue Antonio Andrés Castellanos, aunque también se apoyó en otros ediles como el que después también fue alcalde José Luís Bermejo, el funcionario Eugenio Millán y el industrial José Maguregui. Durante su mandato se inauguró el Ayuntamiento diseñado por Rafael Moneo
Tuvo un papel muy importante en la política debido a las crisis y ser el primer alcalde de la transición.

## Tras la alcaldía
Antes de dedicarse a la política, Miguel Ángel era abogado y tras terminar con sus labores en el Ayuntamiento, volvió a dedicarse a ello.
| Predecesor: Narciso San Baldomero | Alcalde de Logroño 1979-1983 | Sucesor: Manuel Sainz Ochoa |